# مالی کوپتسی
مالی کوپتسی (به صربی: Mali Kupci) یک منطقهٔ مسکونی در صربستان است که در کروشواتس واقع شده‌است. مالی کوپتسی ۴۰۷ نفر جمعیت دارد.